# Чистякова, Тамара Дмитриевна
Тамара Дмитриевна Чистякова — советский хозяйственный и государственный деятель, лауреат Государственной премии СССР за выдающиеся достижения в труде.
Член КПСС. 
Делегат XXV съезда КПСС.

## Биография
Родилась в 1937 году в Ленинграде. 
Жительница блокадного Ленинграда, спасена по Дороге жизни.
В 1956—1979 — швея фабрики «Первомайская заря» Министерства легкой промышленности РСФСР в городе Ленинграде.
В 1979—1992 — мастер производственного обучения ПТУ-17 города Ленинграда.
За увеличение зон обслуживания, совмещения профессий и инициативу в развёртывании движения наставничества была в составе коллектива удостоена Государственной премии СССР за выдающиеся достижения в труде 1975 года.
Жила в Санкт-Петербурге.

## Награды
- Орден Ленина
- Орден Трудового Красного Знамени